# M/S Finncanopus
M/S Finncanopus är en ro-paxfärja som ägs av det finländska rederiet Finnlines. Fartyget byggdes av det kinesiska varvet China Merchants Jinling och sattes i trafik den 16 februari 2024. Finncanopus är systerfartyg  till M/S Finnsirius från 2023. Finncanopus ersatte M/S Finnswan på sträckan Kapellskär - Långnäs - Nådendal. Fartyget är bland annat utrustad med tax-free, spa och restauranger. Fartyget har 5200 lastmeter och kan ta 1100 passagerare.

## Bildgalleri

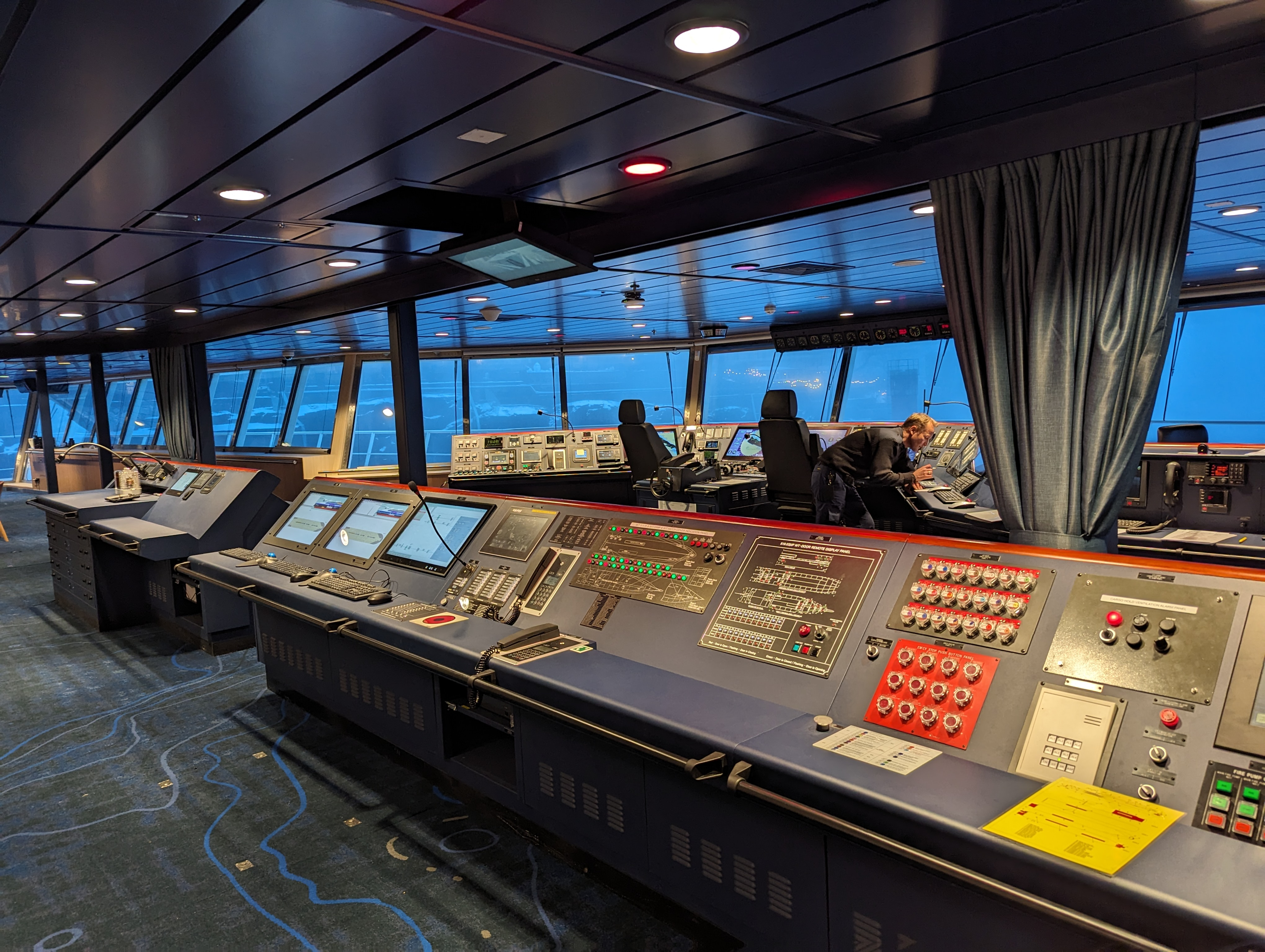
Bryggan
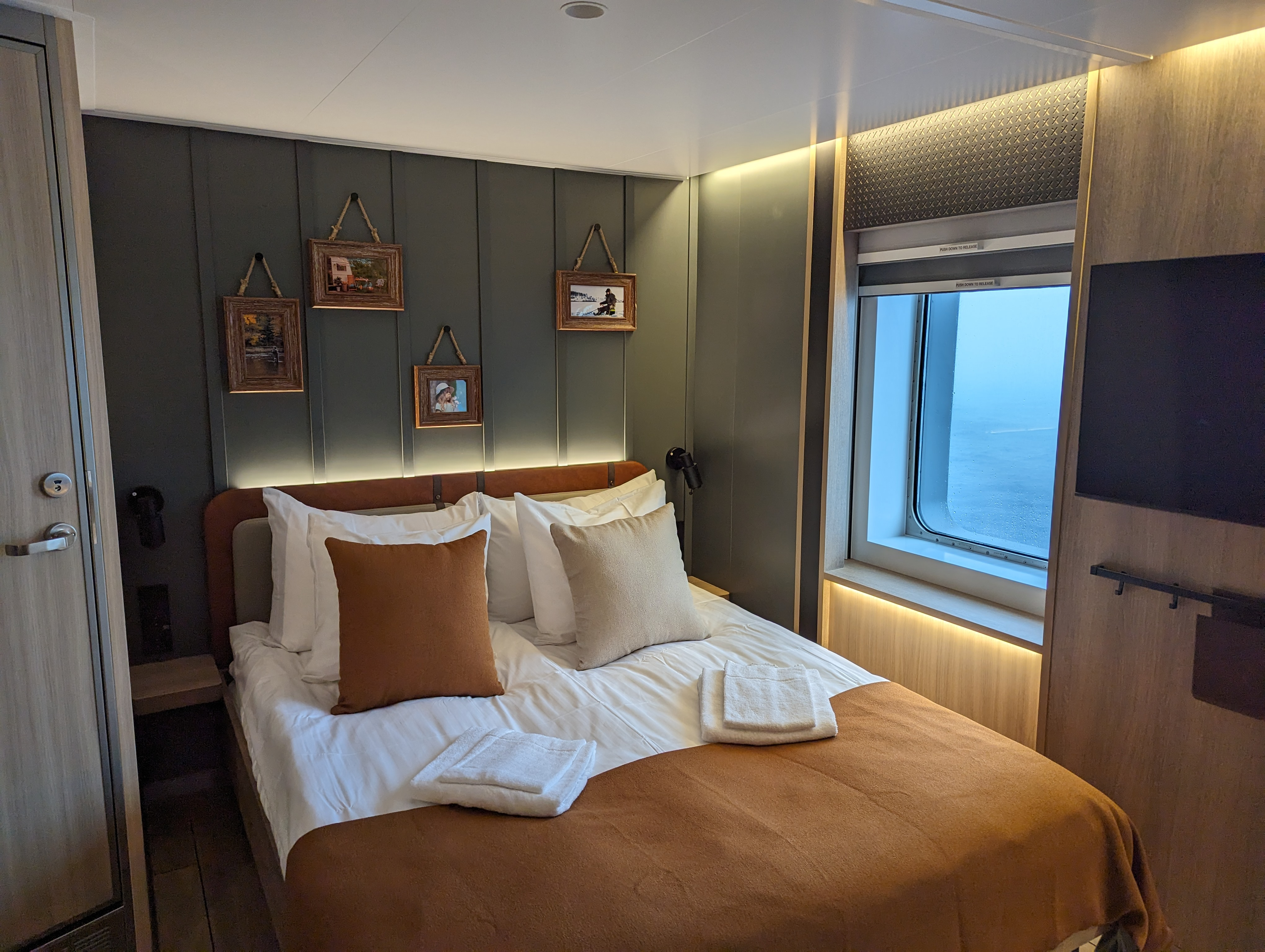
Comfort Seaview hytt
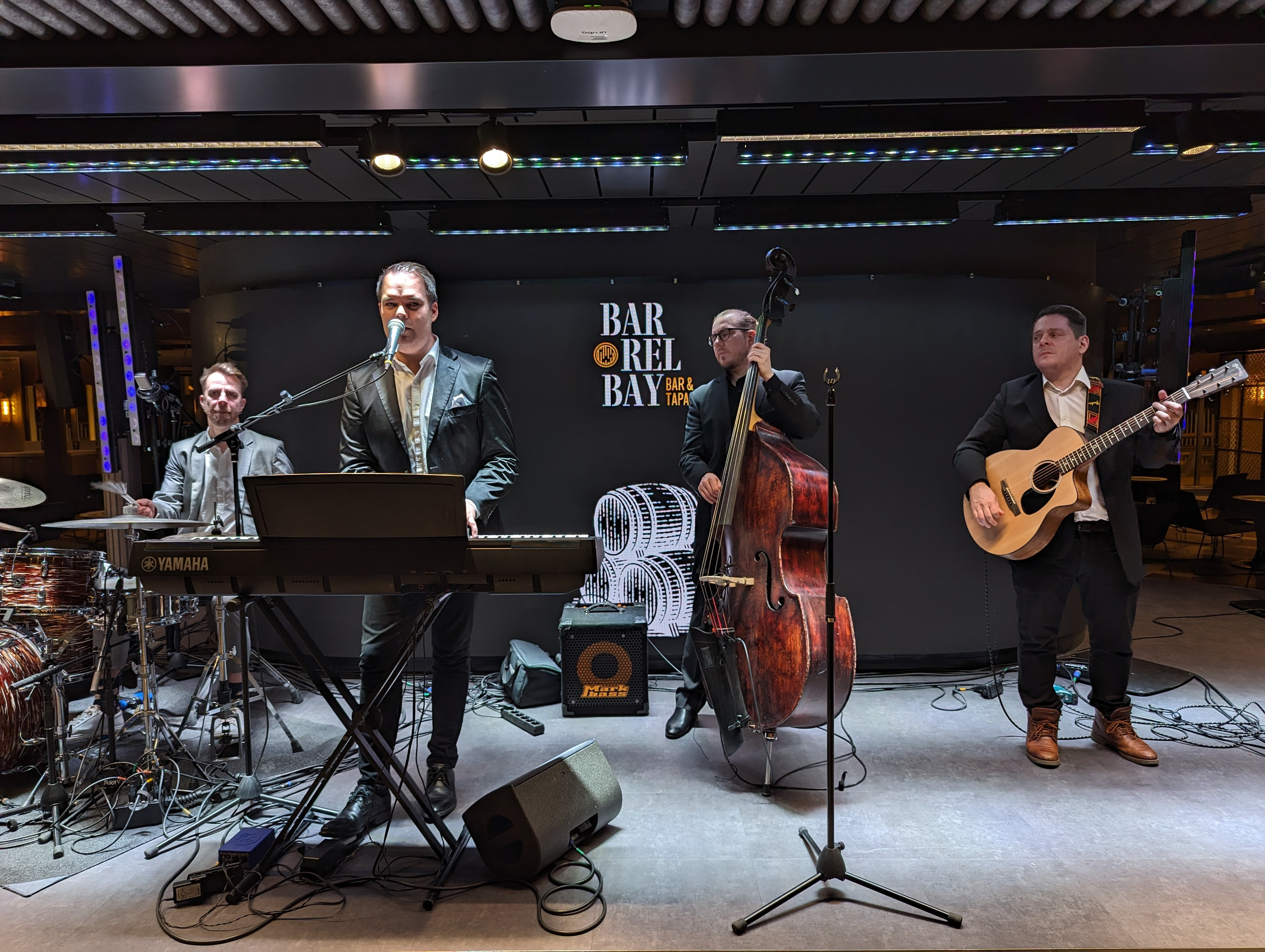
Mikael Konttinen Band uppträder i Barrel Bay
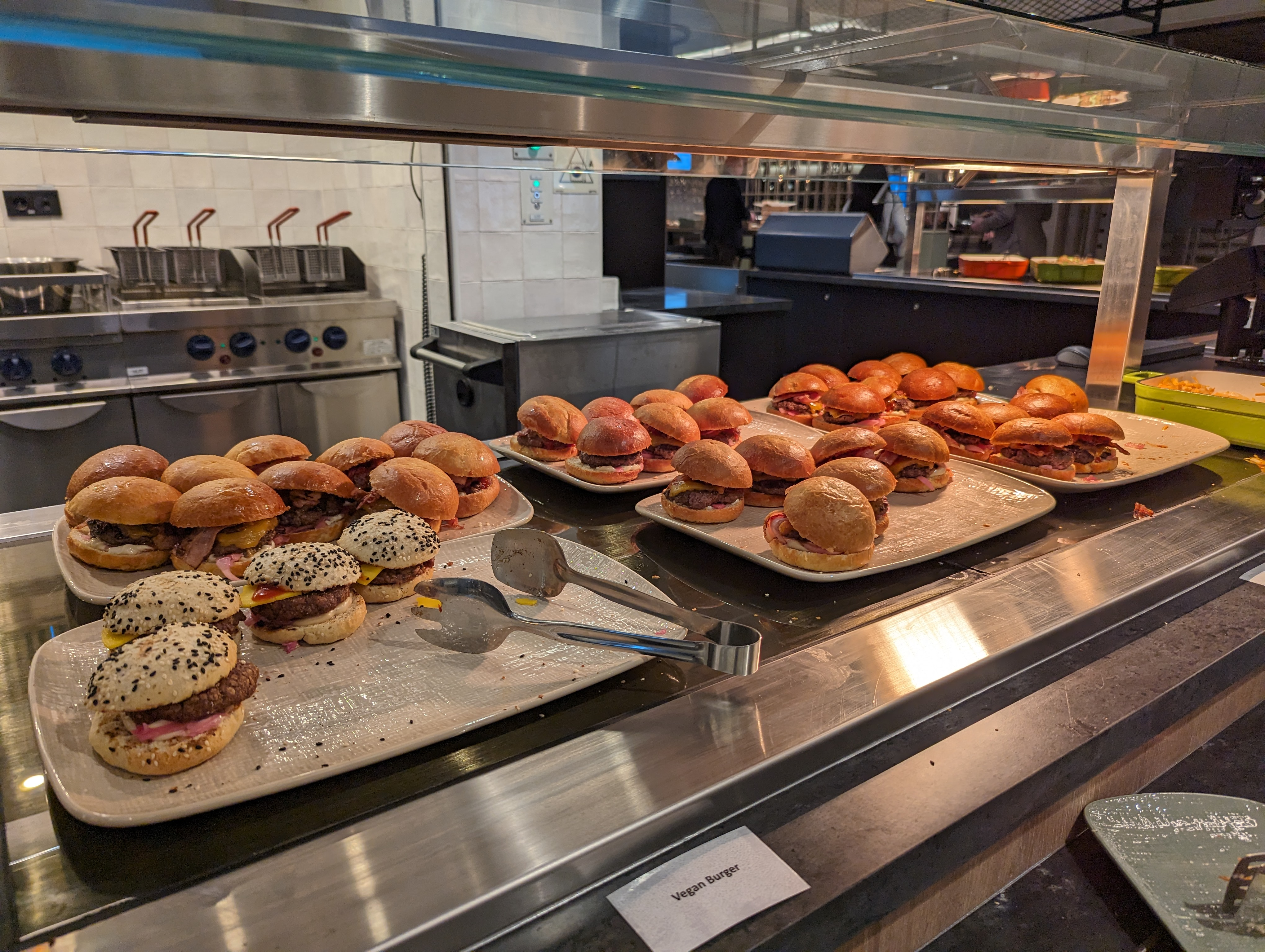
Hamburgare i Fisherman’s Bistro
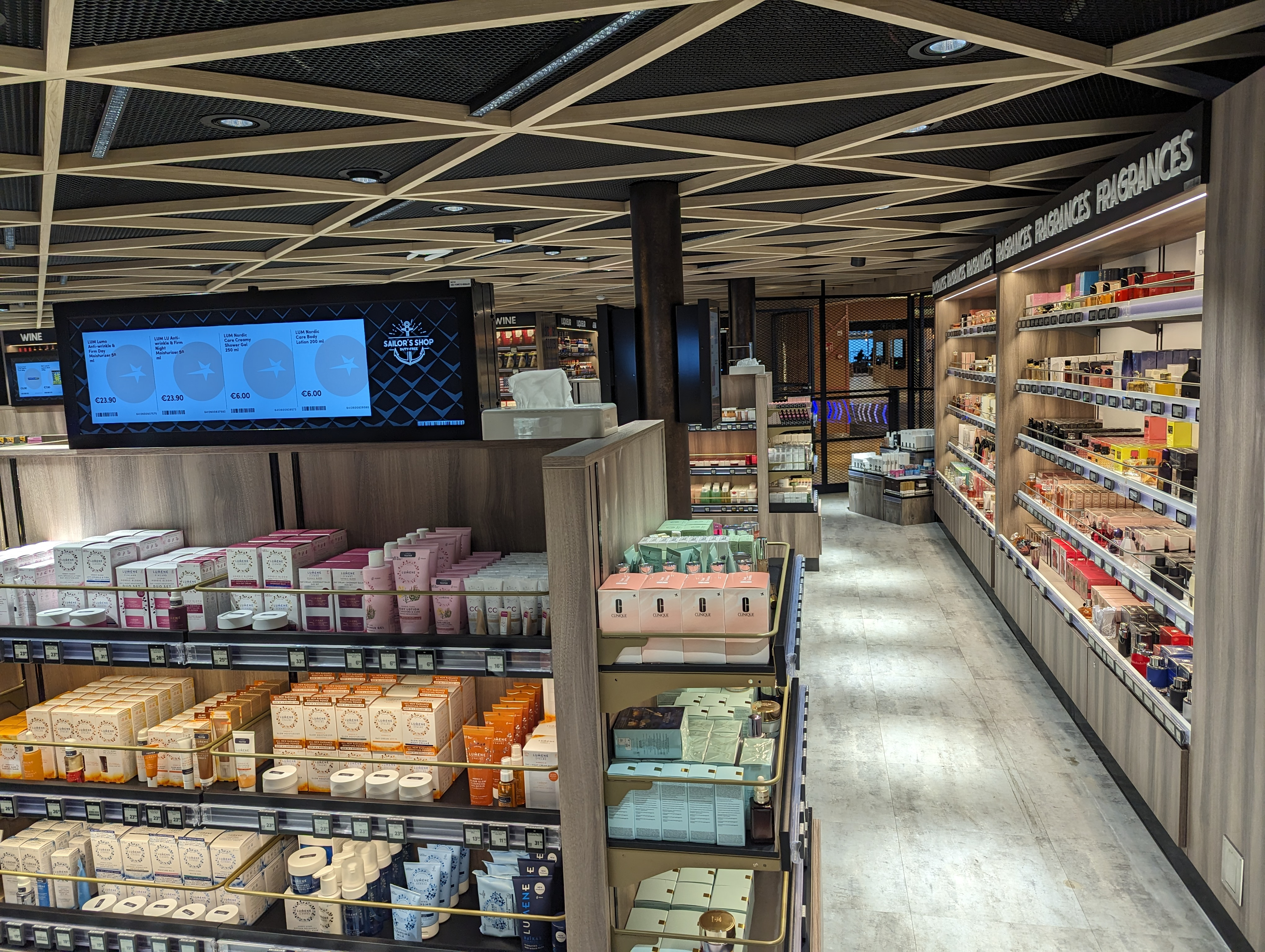
Tax-free butik
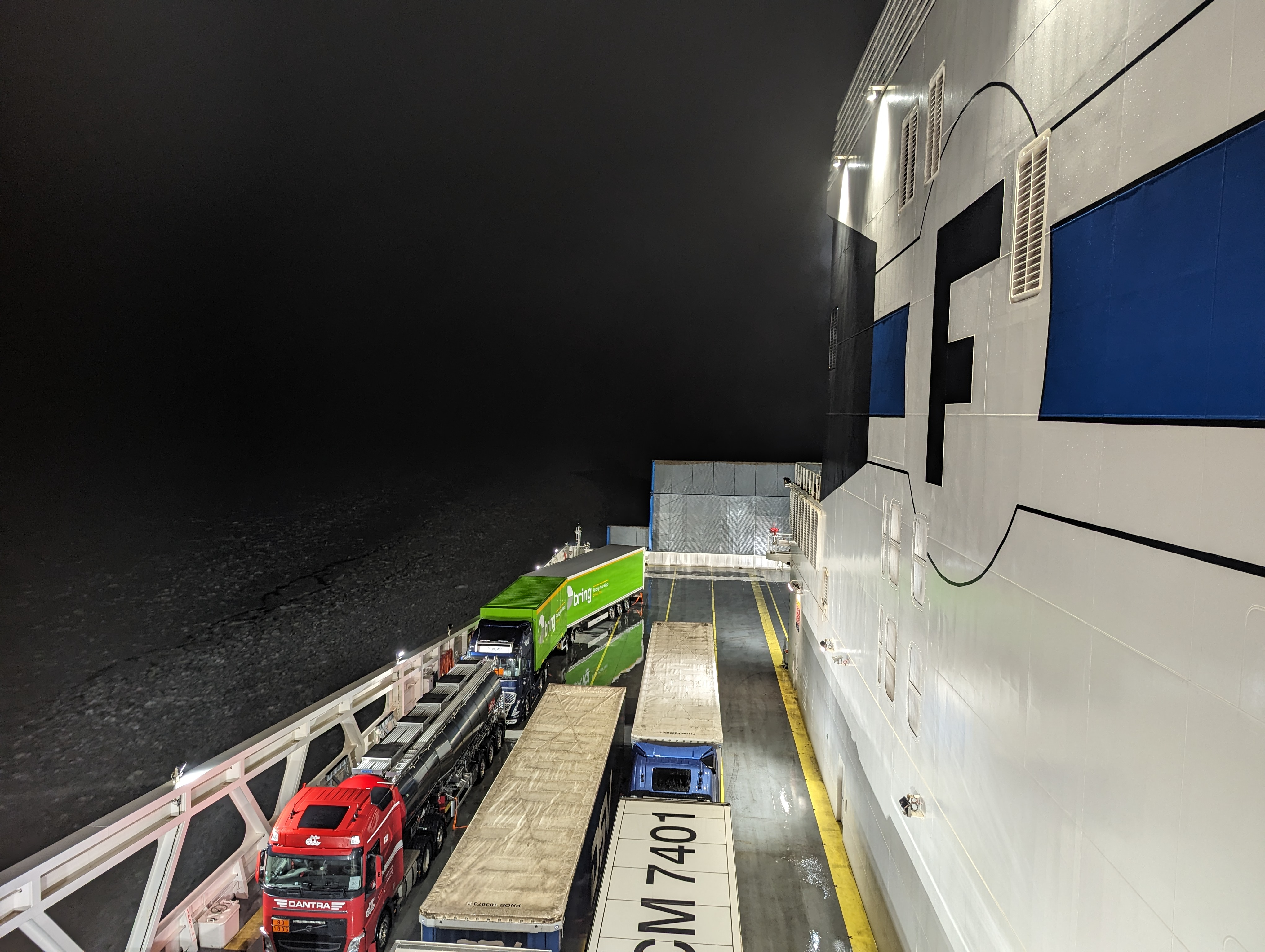
Bildäck
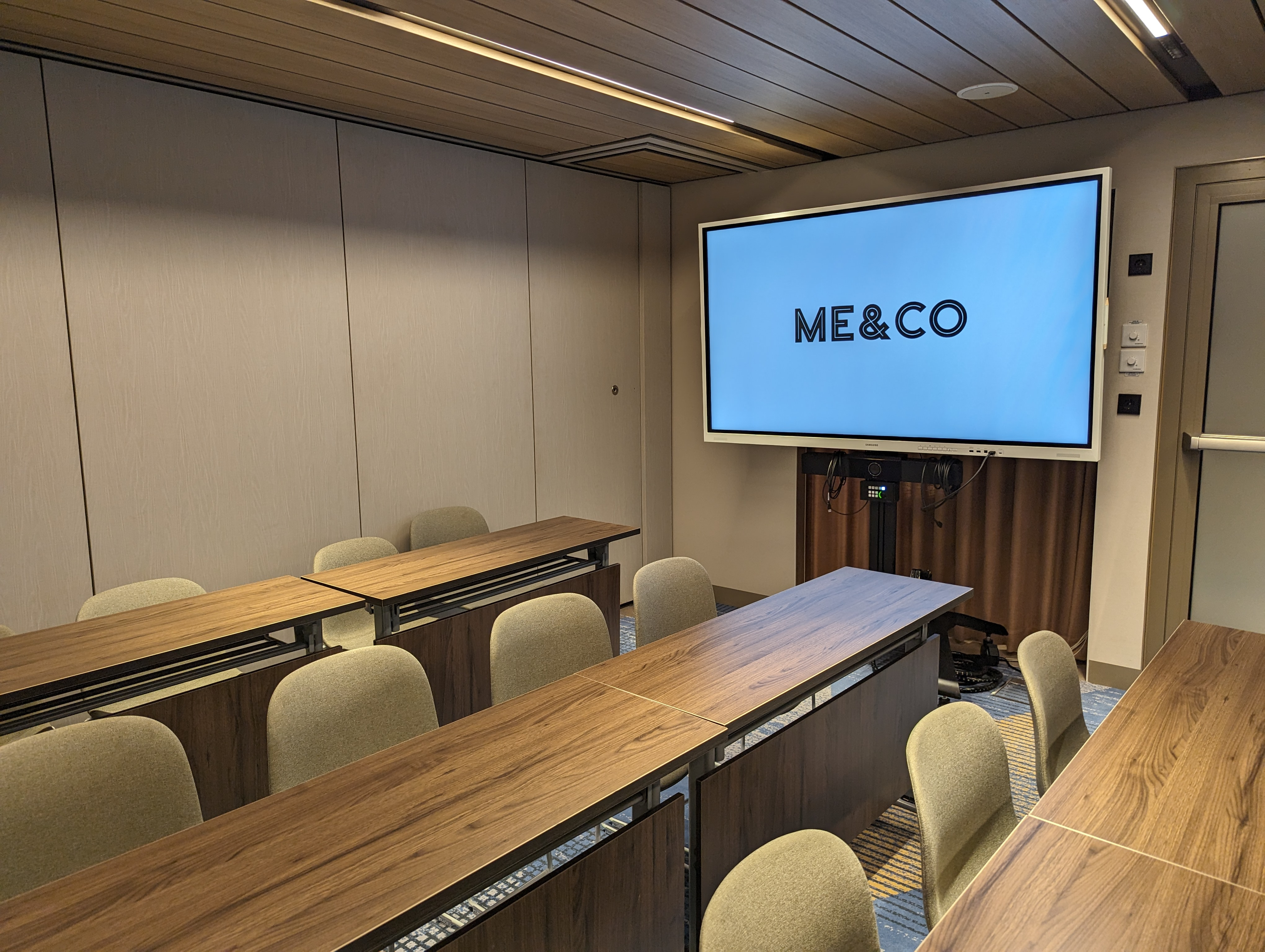
Me & Co
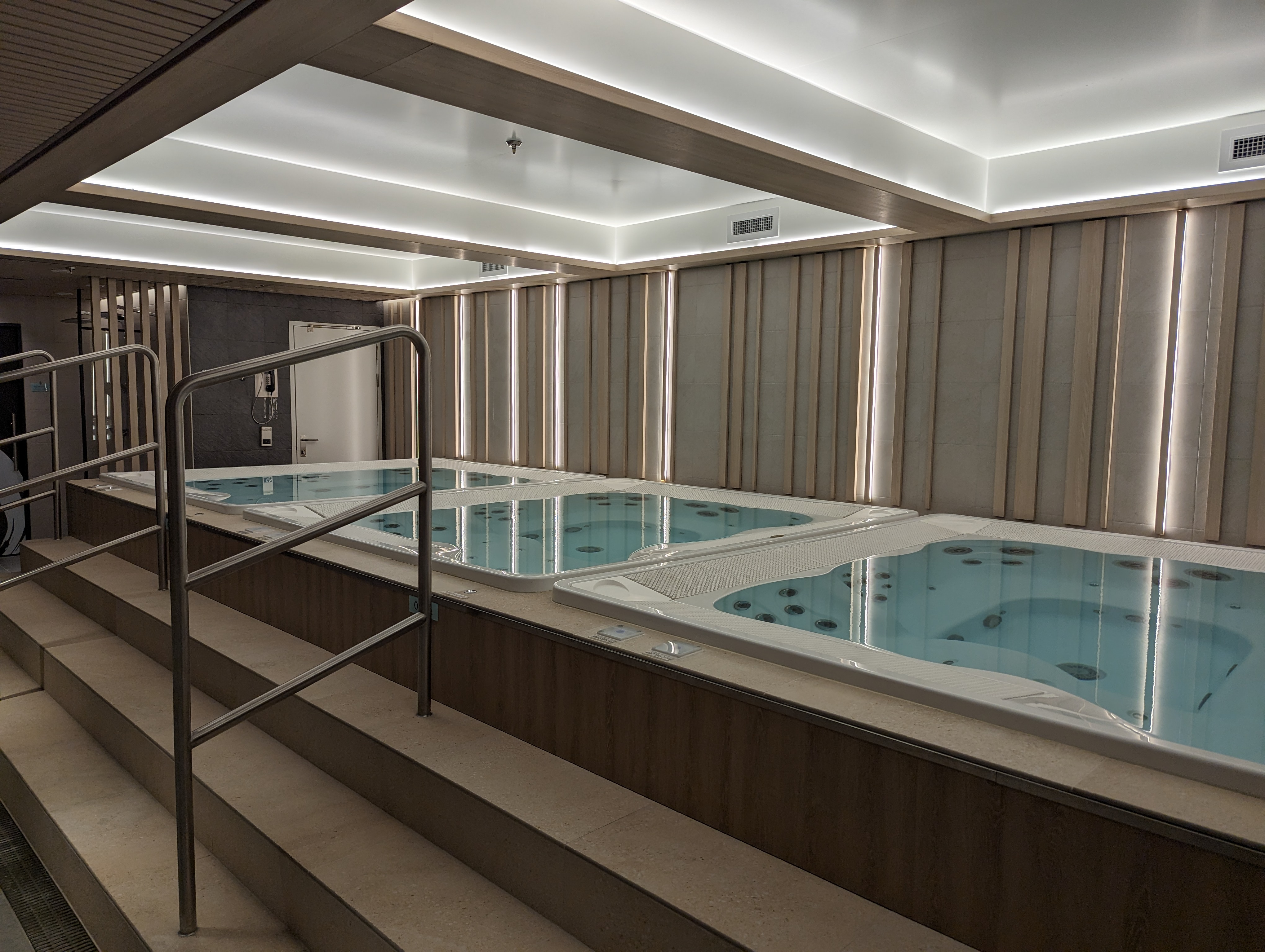
Höyry Spa